# Montorso Vicentino
Montorso Vicentino település Olaszországban, Veneto régióban, Vicenza megyében. Lakosainak száma 3029 fő (2023. január 1.). Montorso Vicentino Montebello Vicentino, Montecchio Maggiore, Zermeghedo, Arzignano és Ronca községekkel határos.

## Népesség
A település népességének változása:
| Lakosok száma | 3143 | 3107 | 3029 |
|               | 2017 | 2018 | 2023 |